# Póvoa de Santa Cristina
Póvoa de Santa Cristina é um lugar da freguesia de Tentúgal, no município de Montemor-o-Velho. Foi vila e sede de concelho entre 1265 e 1834. O antigo município era constituído apenas pela freguesia da sede, que tinha o orago de São João Evangelista. Tinha, em 1801, 521 habitantes. O concelho foi extinto em 1834 e integrado no de Tentúgal. A própria freguesia acabou por ser suprimida nessa época.